# Phyllogonium viscosum
Phyllogonium viscosum är en bladmossart som beskrevs av Mitten 1869. Phyllogonium viscosum ingår i släktet Phyllogonium och familjen Phyllogoniaceae. Inga underarter finns listade i Catalogue of Life.